# 穆罕默德·米尔扎

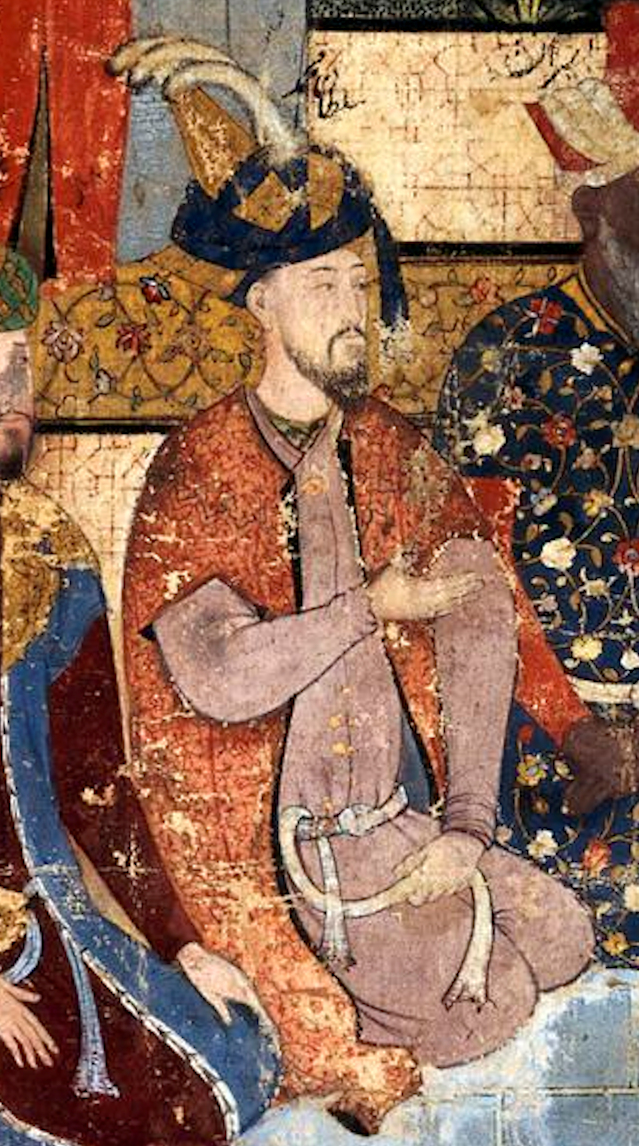
穆罕默德·米尔扎

穆罕默德·米尔扎（Muhammad Mirza，生卒不详，没有留下记载 ），帖木兒王朝创始人帖木兒第三子米兰沙第六子。
曾被任命为撒马尔罕的长官，
关于他的生平事迹很少流传下来，因他是后来莫臥兒帝国奠基人巴布爾的曾祖父而才为人所知，在他重病期间，堂兄兀鲁伯曾前去看望，两人关系很好。垂死的穆罕默德·米尔扎委托兀鲁伯照看他年幼的儿子卜撒因并抚养成人。

## 子孫
生有二子。
长子馬奴希赫爾·米尔扎，1468年卒；生有一子马利克·穆罕默德·米尔扎。
次子卜撒因，就是巴布爾的祖父。